# Cominella virgata
Cominella virgata virgata là một loài ốc biển săn mồi, là động vật thân mềm chân bụng sống ở biển trong họ Buccinidae, the true whelks.
- Cominella virgata brookesi Powell, 1952

## Hình ảnh

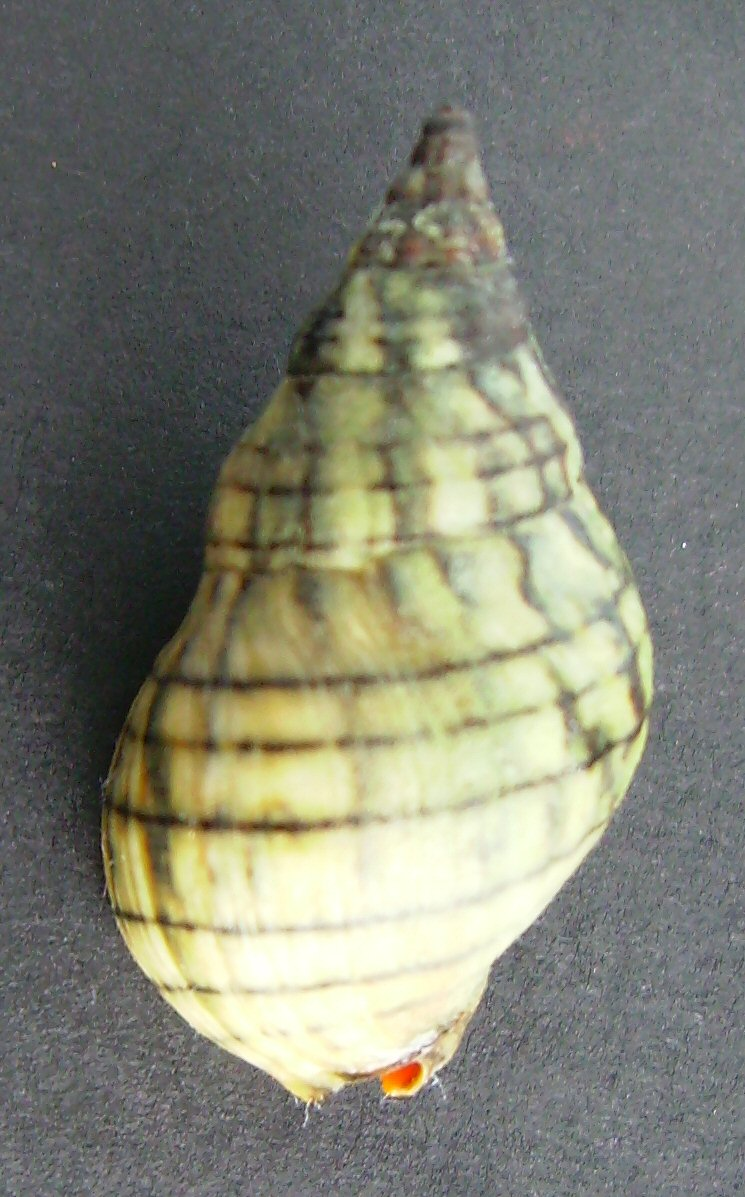
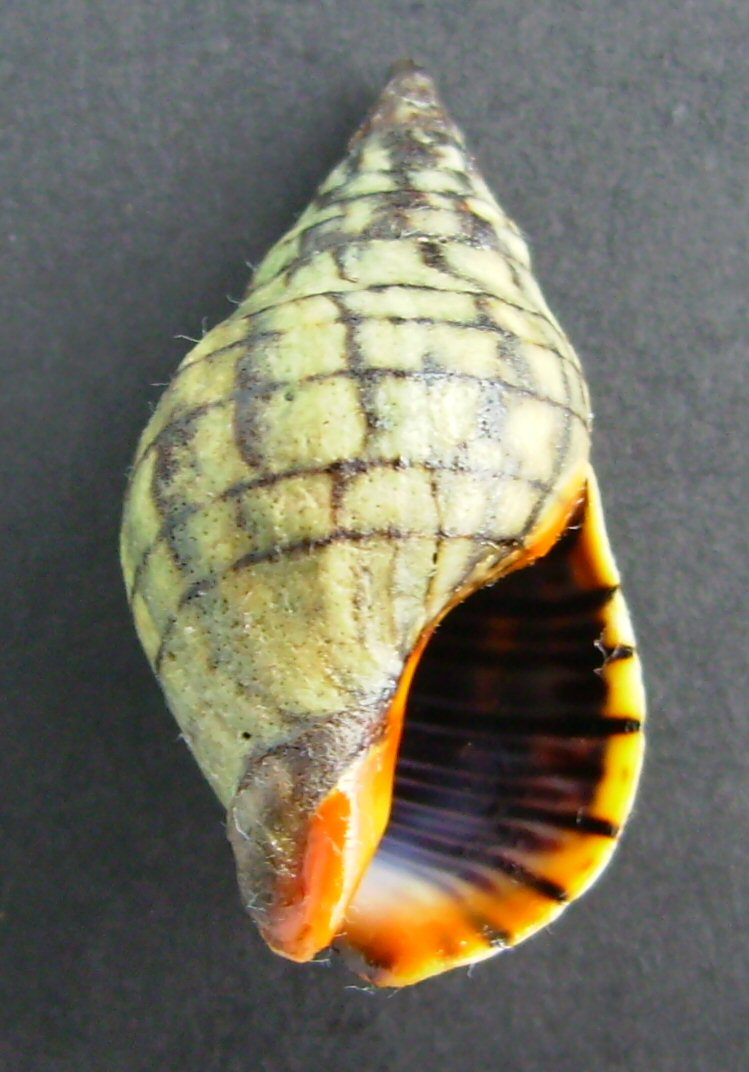